# Mesoprionus angustatus
Mesoprionus angustatus är en skalbaggsart som först beskrevs av Jakovlev 1887.  Mesoprionus angustatus ingår i släktet Mesoprionus och familjen långhorningar.
Artens utbredningsområde är Turkmenistan. Inga underarter finns listade i Catalogue of Life.